# Koumyks
Les Koumyks (Къумукълар en koumyk ; en russe : кумыки) sont un peuple du Daghestan et du Caucase du Nord , qui occupe le plateau de Koumyk, dans l'est du Daghestan, au sud du fleuve Terek, sur les rivages de la mer Caspienne.
Au nombre de 350 à 370 000, ils parlent le koumyk et sont de culture musulmane, même si on trouve chez eux quelques éléments de cultes antérieurs à leur islamisation.

## Histoire

Drapeau des Koumyks.

On suppose que ce sont eux que Ptolémée connaissait sous le nom de Kamis ou Kamaks. Plusieurs explorateurs voient en eux les descendants des Khazars. Ármin Vámbéry avance qu'ils se sont installés dans cette région à l'époque de l'apogée du royaume khazar (au VIIIe siècle de notre ère).
Du XVIe au XVIIIe siècle, ils formaient un royaume indépendant dont le centre était Tarki (proche de Makhatchkala), et dirigé par un shamkal. Bien que son influence ait beaucoup varié durant cette période, il s'étendait plus ou moins sur l'actuel territoire russe du Daghestan.
Leur civilisation est plus ancienne que celle des tribus montagnardes environnantes, mais ils leur montrèrent toujours beaucoup de respect, ainsi qu'à l'égard des Nogaïs, installés au nord du Terek, sur des terres plus fertiles.
Les Russes s'étaient implantés dans cette région en 1559, et continuaient leur conquête sous le tsar Pierre Ier dit « le Grand », devenue stratégique dans leur confrontation avec la Perse, en 1722 et 23 notamment.
Au cours des dernières années, un mouvement nationaliste, mené entre autres par Salau Aliyev, revendique une souveraineté pour les Koumyks, en-dehors du Daghestan. Il affirme s'inspirer des Khazars et du Shamkalat de Tarki pour appuyer ses revendications.

## Personnalités
- Irchi Kazak (1830-1879), poète ;
- Djelal ed-Din Korkmasov (1877-1937), homme politique ;
- Daguir Imavov (pl) (né en 1991), pratiquant d'arts martiaux mixtes,
- Abdoul Abdouraguimov (1995), pratiquant la même discipline,
- tout comme Nassourdine Imavov (1996), frère du premier des trois lutteurs, combattant à l'UFC,
- Muhammad Mokaev (2000) aussi combattant de mma à l’UFC,
- Najm oud-Dine Bammate,
- Haidar Bammate - homme politique.